# Robert Maynard Pirsig
Robert Maynard Pirsig (6. září 1928, Minneapolis, Minnesota – 24. dubna 2017, South Berwick, Maine) byl americký filozof a spisovatel. Proslul svými „filozofickými prózami“, především knihami Zen and the Art of Motorcycle Maintenance (Zen a umění údržby motocyklu) z roku 1974 a Lila: An Inquiry into Morals (Lila - Zkoumání morálních zásad) z roku 1991.

## Život
V mládí studoval biochemii na Univerzitě v Minnesotě, studia však nedokončil a odcházel z univerzity s velkými pochybnostmi o vědě. Posléze vystudoval filozofii a žurnalistiku na Univerzitě v Chicagu, krátce pobýval v Indii, kde přičichl k východním naukám a nakonec se stal profesorem na Montana State University. Roku 1961 se však psychicky zhroutil a v letech 1961-1963 pobýval v psychiatrické léčebně s diagnostikovanou paranoidní schizofrenií a endogenní depresí. Na univerzitu se již nevrátil. Roku 1974 vydal Zen and the Art of Motorcycle Maintenance. Kniha se stala bestsellerem, ač byla dle Pirsiga odmítnuta 121 nakladateli. Pojednává o motocyklovém výletu otce se synem do San Francisca, během nějž otec synovi vykládá dějiny filozofie, západní i východní. Pirsig zde mimo jiné popsal i zkušenost svého zhroucení. Po vydání se stáhl zcela do ústraní a toulal se po světě. Roku 2012 mu Montana State University udělila čestný doktorát, ale ani ten si nepřijel převzít osobně.

### České překlady
- Zen a umění údržby motocyklu, Praha, Volvox Globator 2006.
- Lila - Zkoumání morálních hodnot, Praha, Volvox globator 2007.